# La cura del gorilla (romanzo)
La cura del gorilla (2001) è il secondo romanzo della serie dedicata allo scalcagnato buttafuori schizofrenico Gorilla, scritto dall'autore italiano (omonimo del protagonista) Sandrone Dazieri.

## Trama
Solamente pochissime persone conoscono le due personalità di Sandrone, infatti Gorilla ed il suo “Socio” non si incontrano mai, quando uno riposa l'altro è attivo, tanto è confusionario l'uno quanto l'altro è pignolo, solamente dei bigliettini permettono la comunicazione tra i “due”. Il risultato è che il Gorilla non dorme mai e che i rapporti con le persone non sono semplici visto che Gorilla ed il Socio sembrano un solo individuo, ma ognuno ha le proprie personalità, amicizie e conoscenze.
La trama riprende il finale del primo romanzo, con Sandrone in ospedale ad affrontare una faticosa convalescenza, Gorilla tornato nella deprimente quiete di Cremona, è però costretto dalla sua etica ad accettare un lavoretto investigativo sull'omicidio di un albanese per il quale sono stati fermati due connazionali difesi dall'amico avvocato Mirko. 
Le indagini di Sandrone sempre controverse, dolorose e gratis sono supportate da un ristrettissimo ed eterogeneo gruppetto di amici (Elefante, Alex e l'avvocato Mirko), è così che all'indagine cremonese se ne aggiunge un'altra a Torino.
Nella fredda città piemontese è Scotti, un modesto editore che si occupa di fantascienza ad assumere Gorilla per organizzare la sorveglianza durante una delirante serata promozionale all'ex mercato del pesce. Parteciperanno attori “bolliti”, aspiranti miss e cialtroni assortiti; il rischio è che gli “avvertimenti” che Scotti ha già ricevuto, potrebbero subire una escalation mettendo pericolosamente a repentaglio le antiquate pellicole, i microabiti delle hostess e la ridicola “Astronave perduta” gonfiabile. 
Ovviamente i due lavori si rivelano un disastro; accorreranno in soccorso di Sandrone vecchi compagni dell'estrema sinistra ed improbabili volontari cattolici, si scopriranno intrecci tra immigrazione clandestina, prostituzione, servizi segreti comunisti e malavita comune.

## Adattamento cinematografico
Nel 2005 il libro è stato trasposto in versione cinematografica in un film con protagonista Claudio Bisio.